# Зайцегуб
Зайцегуб, или Заячья губа, или Лагохилус (лат. Lagochilus) — род трав и полукустарников семейства Яснотковые (Lamiaceae).
Название рода образовано от греческих слов lagos и cheilos, означающих «заяц» и «губа», соответственно. Название отражает морфологию верхней губы венчика.
Род включает 45 видов, произрастающих на территории Средней Азии и Ближнего Востока.
Листья простые, посажены на черешках, расположение супротивное. Цветки зигоморфные.
Самый известный вид этого рода — Зайцегуб опьяняющий (Lagochilus inebrians), применяемый в лекарственных целях.

## Некоторые виды
- Lagochilus bungei Benth. — Зайцегуб Бунге
- Lagochilus cabulicus Benth.
- Lagochilus diacanthophyllus (Pall.) Benth.
- Lagochilus gypsaceus Vved. — Зайцегуб гипсовый
- Lagochilus inebrians Bunge — Зайцегуб опьяняющий, или пьяная мята, или мята туркестанская
- Lagochilus kschtutensis Knorring — Зайцегуб кштутский
- Lagochilus ilicifolius Bunge — Зайцегуб падуболистный[3]
- Lagochilus nevskii Knorring — Зайцегуб Невского
- Lagochilus platyacanthus Rupr. — Зайцегуб плоскоколючковый, или Зайцегуб илийский, или Зайцегуб крупнозубый
- Lagochilus pubescens Vved. — Зайцегуб пушистый